# Kostelní Střimelice
Kostelní Střimelice je vesnice v okrese Praha-východ, je součástí obce Stříbrná Skalice. Nachází se asi 3,6 kilometru severozápadně od Stříbrné Skalice. Na jihu leží kopec Chlum. 

## Historie
První písemná zmínka o vesnici pochází z roku 1361.